# Доротея Португальская
Доротея Португальская (порт. Doroteia de Portugal), полное имя Мария Франсишка Доротея Жозефа Антония Гертрудес Рита Жуана Эфижения да Браганса (порт. Maria Francisca Doroteia Josefa Antónia Gertrudes Rita Joana Efigénia de Bragança; 21 сентября 1739, Лиссабон, королевство Португалия — 14 января 1771, там же) — португальская принцесса из дома Браганса, урождённая инфанта Португальская.

## Биография

### Происхождение
Доротея Португальская родилась во дворце Рибейра в Лиссабоне 21 сентября 1739 года. Она была четвёртым ребёнком и третьей выжившей после рождения дочерью в семье португальского короля Жозе I и Марианны Виктории, испанской инфанты из дома Бурбонов. По отцовской линии приходилась внучкой португальского короля Жуана V и австрийской эрцгерцогини Марии Анны из Имперской ветви дома Габсбургов. По материнской линии была внучкой испанского короля Филиппа V и Изабеллы, пармской принцессы из дома Фарнезе.
Крёстными родителями инфанты были брат бабки по отцовской линии, император Карл VI и прабабка по материнской линии, вдовствующая пармская герцогиня Доротея София. В честь последней принцесса получила одно из своих имён.

### Невеста герцога
Некоторое время инфанта Доротея была невестой орлеанского герцога Людовика Филиппа II, но по неизвестным причинам свадьба не состоялась. Инфанта осталась незамужней. Внебрачных связей и детей она не имела. Доротея Португальская умерла в Лиссабоне 14 августа 1771 года. Она была похоронена в усыпальнице дома Браганса в монастыре Сан-Висенте-де-Фора.